# Fenway Studios
Die Fenway Studios sind Künstlerateliers im Bostoner Stadtteil Fenway–Kenmore im Bundesstaat Massachusetts der Vereinigten Staaten. Sie wurden 1905 als Ersatz für die abgebrannten Harcourt Studios errichtet und 1998 als National Historic Landmark in das National Register of Historic Places eingetragen.

## Architektur
Der Entwurf des vom Bostoner Architekturbüro Parker & Thomas konzipierten Gebäudes gewann Ende 1904 einen Architekturwettbewerb zur Errichtung eines Künstlerateliers. Es wurde zwischen April und November 1905 errichtet und weist Einflüsse verschiedener architektonischer Stilrichtungen auf.

### Außenbereiche
Obwohl der ursprüngliche Entwurf eine neoklassische Fassade vorsah, wurde sie im Stil des Arts and Crafts Movement errichtet. An der Vorderseite ist das vierstöckige Bauwerk 21,3 m hoch und weist eine bilateralsymmetrische Unterteilung in elf strukturelle Joche auf, die wiederum aus zwei Hauptsektionen bestehen und über einen mittig platzierten, hervorstehenden Eingangsbereich verfügen. Das Gebäude besitzt einen E-förmigen Grundriss und ist 79,3 m lang sowie rund 10 m bzw. 8,5 m (an den Übergängen) breit. An der Frontseite ist zwischen dem Gehweg und dem Gebäude so viel Platz, dass die Kellerfenster 1,8 m hoch und 1,5 m breit sind.
Das aus Ziegelsteinen bestehende Haus steht auf einem ebenfalls gemauerten Fundament, das wiederum auf ins Erdreich der aufgeschütteten Back Bay Fens getriebenen Pfählen ruht. Das Flachdach verfügt über 2 m hohe Brüstungen, die jeweils die Enden des Gebäudes dreiseitig umschließen. Diese außergewöhnlich hohen Begrenzungen waren dem Zweck des Gebäudes geschuldet und erlaubten den Models und Künstlern bei gutem Wetter ein ungestörtes Arbeiten im Tageslicht. Im mittleren Dachbereich ragt die Brüstung bist fast auf 4 m Höhe über Dachniveau auf, während die Brüstungen der Verbindungen dieser Bereiche lediglich einen halben Meter Höhe aufweisen.
Die Fassade entspricht mit Ausnahme der Fenster dem Originalzustand, da die ursprünglichen Eigentümer jegliche Investitionen in das Gebäude verweigerten. Erst 1981 begannen mit der Übergabe an den heutigen Eigentümer, eine Genossenschaftliche Vereinigung, systematische Restaurierungs- und Reparaturarbeiten. Die Nord-, West- und Ostseiten sind mit handgefertigtem Rustika-Klinker verkleidet, die unterschiedliche Muster sowie auskragende und vertiefte Stuckmotive aufweisen. Der dunkle, verschiedenfarbige Mörtel verbindet das Weiß der Stuckelemente mit den Grau-, Schwarz- und Rotschattierungen der Ziegelsteine. Verzierende Elemente befinden sich im Bereich des Eingangs, im oberen Bereich der Enden des Gebäudes sowie an jedem Zwickel der insgesamt 44 Fenster, die jeweils 3,6 m hoch und 1,5 m breit sind.

### Innenbereiche
Die Innengestaltung des Gebäudes entspricht dem vorgesehenen Nutzungszweck für Künstlerateliers. Vom Eingangsbereich mit seinen dunklen Terrakottafliesen, von dem aus auch der Aufzug zugänglich ist, führt eine Treppe zu einer höheren Ebene mit einer offenen Balustrade. Der Korridor, der als Galerie die einzelnen Gebäudetrakte miteinander verbindet, verläuft entlang der Südseite des Hauses.
Während die übrigen Decken im Haus weiß verputzt sind, sind sie im Bereich des Korridors mit massiven Holzbrettern verkleidet, an denen bemalte Leinwände befestigt sind. Die Zugänge zu den Studios befinden sich auf der Ebene des Korridors, sodass die eigentlichen Arbeitsräume nur über Treppenabstiege erreichbar sind. Einige Studios wurden seit 1981 um ein Mezzanin ergänzt, wo Schlaf- oder Büroräume eingerichtet wurden. 1986 wurden die beiden bis dahin immer noch in Betrieb befindlichen, zur Wärmeerzeugung genutzten Kohlekessel durch eine moderne Ölheizung ersetzt.

## Geschichte
Die 1905 errichteten Fenway Studios wurden speziell auf die Bedürfnisse von Künstlern ausgerichtet und werden heute noch entsprechend genutzt. Anfang des 20. Jahrhunderts mussten künstlerisch Tätige häufig in Räumen oder Gebäuden arbeiten, die ursprünglich zu anderen Zwecken errichtet wurden und teilweise nicht über eine für künstlerische Tätigkeiten ausreichende Belüftung, Beheizung oder Rohrleitungen verfügten. Die Fenway Studios erfüllten zudem die vier wichtigsten Anforderungen der Künstler: Lichteinfall von Norden, adäquates Layout der Räume, eine gute Lage innerhalb der Stadt und gestaffelte Mietpreise.
Das Gebäude wurde vom Architekturbüro Parker & Thomas in enger Abstimmung mit erfahrenen Kunstmalern konzipiert, und bestehende Ateliers in Paris dienten als Vorlage. Die Gestaltung ordnete sich im Hinblick auf Raumhöhe, Raumgrößen und Lichteinfall ausschließlich den Bedürfnissen der Künstler unter, wobei auch strukturelle und stilistische Innovationen im Industriedesign zum Einsatz kamen. Das ansonsten rein funktional gestaltete Gebäude wird durch schmückende Elemente des Arts and Crafts Movement verziert. Da jedoch vor allem in Boston der Neoklassizismus deutlich beliebter war, sind die Fenway Studios heute ein seltenes Beispiel für den Einfluss des Arts and Crafts Movement auf die Bostoner Architektur.
Die Lage der Studios am Rand der Back Bay und in der Nähe des Fenway kam den Künstlern ebenfalls sehr entgegen; erst kurz zuvor waren die Back Bay Fens von Frederick Law Olmsted als Teil des Emerald Necklace gestaltet worden und hatten sich zu einem wichtigen Treffpunkt für kulturelle Aktivitäten entwickelt. Die Bahngleise an der benachbarten Ipswich Street machten eine weitergehende Bebauung, die möglicherweise die Lichtsituation der Ateliers beeinträchtigt hätte, sehr unwahrscheinlich. In unmittelbarer Nachbarschaft waren zudem die Symphony Hall, die Horticultural Hall und das New England Conservatory of Music angesiedelt. Insbesondere Dozenten der nahegelegenen School of the Museum of Fine Arts unterhielten daher Ateliers in den Fenway Studios, und auch ehemalige Studenten mieteten sich dort nach ihrem Abschluss ein.
Bis heute waren mehr als 350 Künstler Mieter der Fenway Studios, darunter Joseph DeCamp, Edmund Tarbell, William McGregor Paxton, Charles Sydney Hopkinson, Gertrude Fiske, Ernest Lee Major, Margaret Fitzhugh Browne, George Loftus Noyes, Lilla Cabot Perry, R. H. Ives Gammell. Viele der dort entstandenen Werke hängen heute in Museen wie dem Metropolitan Museum of Art und dem Museum of Fine Arts, Boston, in der Kunstsammlung des Weißen Hauses und des Massachusetts State House sowie zunehmend auch in Privatsammlungen. In der jüngeren Vergangenheit arbeitete auch György Kepes dort, der am Massachusetts Institute of Technology mit dem Center for Advanced Visual Studies den Vorläufer des heutigen MIT Program in Art, Culture and Technology gründete und Auftragsarbeiten für Persönlichkeiten wie Robert Frost, Dylan Thomas oder auch Henry Kissinger ausführte. Auch Mary A. Reardon, die unter anderem die Deckenmosaike in der Washingtoner Basilica of the National Shrine of the Immaculate Conception entwarf, war Mieterin in den Fenway Studios. Zu den bekanntesten Bildhauern, die dort arbeiteten, zählt Katharine Lane Weems.
1977 gerieten die Erben der ursprünglichen Eigentümer der Studios unter steigenden finanziellen Druck und waren gezwungen, das Gebäude zu veräußern. Um einen Umbau in ein Wohnhaus zu verhindern und um ihre Studios zu erhalten, gründeten die damaligen Mieter die Vereinigung Artists for the Preservation of the Fenway Studios, engagierten einen Berater, stellten Gelder für Renovierungsarbeiten zur Verfügung und erwarben eine Option zum Kauf des gesamten Gebäudekomplexes. 1978 wurden die Fenway Studios in das National Register of Historic Places aufgenommen.